# Liste der Naturdenkmale in Eschede
Die Liste der Naturdenkmale in Eschede enthält die Naturdenkmale in Eschede im Landkreis Celle in Niedersachsen.

## Naturdenkmale
| Bild            | Bezeichnung          | Ort, Lage                                                               | Beschreibung | Schutzzweck | Nummer      |
| --------------- | -------------------- | ----------------------------------------------------------------------- | --- | ----------- | ----------- |
| Fotos hochladen | Erdfall (Zwergkuhle) | Höfer (52° 41′ 0,1″ N, 10° 15′ 48″ O)                                   | Der Erdfall ist durch das Einbrechen einer Deckschicht über einem Hohlraum entstanden. Dieser ehemalige Hohlraum könnte durch das Auswaschen eines früheren größeren Salzvorkommens entstanden worden sein. Die Zwergkuhle hat einen Durchmesser von etwa 40 bis 50 Metern und eine Tiefe von etwa acht Metern. Sie ist seit 1936 ein Naturdenkmal. |             | ND CE 00017 |
| BW              | Eiche                | Endeholz Marweder Straße 15 (52° 43′ 9,9″ N, 10° 19′ 3,8″ O)            | |             | ND CE 00057 |
| Fotos hochladen | Eiche                | Endeholz Marweder Straße 3 (52° 43′ 8,4″ N, 10° 18′ 55,3″ O)            | |             | ND CE 00058 |
| Fotos hochladen | Findling             | Scharnhorst Marwede, Schelploher Weg (52° 44′ 25,1″ N, 10° 20′ 44,9″ O) | |             | ND CE 00102 |
| Fotos hochladen | Fichte               | Eschede Immenbusch (52° 43′ 43,3″ N, 10° 10′ 55,4″ O)                   | Die Fichte war schon vor über 10 Jahren komplett abgestorben und ist vermutlich im Jahr 2014 umgestürzt. Der am Boden liegende Stammrest ist heute noch zu sehen. |             | ND CE 00137 |
| BW              | Wacholderbestand     | Eschede an der Ahrbeck (52° 46′ 23,4″ N, 10° 21′ 52,7″ O)               | |             | ND CE 00144 |
| BW              | Findling             | Eschede im Kreloh (52° 48′ 0″ N, 10° 16′ 55,2″ O)                       | |             | ND CE 00149 |